# Екстрими
«Екстрими» (англ. «The Extremes») — науково-фантастичний роман англійського письменника Крістофера Пріста 1998 року. Роман отримав премію BSFA .

## Стислий сюжет
Терезу Саймонс приваблює тихе англійське приморське містечко після очевидно безпричинної бійні, вчиненої озброєним чоловіком. Її чоловік, Енді Саймонс, який був агентом ФБР, як і Тереза, загинув у подібному спалаху насильства в невеликому містечку Техас, того самого дня. Подібність між двома випадками масового насильства (термін, який часто вживається в романі), які, очевидно, відбуваються випадково, є шокуючою та незрозумілою. Тереза виявляє, що може змиритися з безглуздою природою вбивств, лише занурившись у світ віртуальної реальності — точніше, в американську технологію, яка дозволяє їй поринути в страшний світ симуляцій "Екстримів".

## Прийом критиків
«Паблішер Віклі» (англ. «Publishers Weekly») описав роман як «криміналістичний трилер із сильним елементом наукової фантастики»: «Пріст («Престиж») одним оком стежить за своїм напруженим сюжетом, іншим — за ракурсами наукової фантастики, що лежить в його основі, а третім — оком камери — за реальним. наслідки миттєвої комунікації в усьому світі, віртуальної реальності та насильства, спричиненого ЗМІ. Якщо його жаргон може стати трохи щільнішим («Це те ж саме, з точки зору алгоритму, що ваше базове символічне уявлення про якесь біса»), його сюжет буде зробить більшість читачів захоплено враженими». 
Книжковий портал Букліст (англ. Booklist) написав: «Це захоплююче фентезі здається створеним спеціально для фільму, наповнене зображеннями, що розмивають час і простір». 
Річ Хортон з сайту «SF Site» сказав: «Сцени в EксЕкс добре зроблені, правдоподібні та страшні, і коментують наше захоплення насильством – і певною мірою нашу співучасть у ньому – витончено, без повчань. Текст чудовий. .. Пріст, здається, зачарований реальністю та тим, як наша свідомість створює нашу реальність, і тому навряд чи можна було б очікувати, що він встоїть перед спокусою, представленою такими предметами, як надзвичайно реалістичне моделювання віртуальної реальності. але вони захоплюючі, і фінал цього роману набуває певної власної логіки. Він зворушливий, цікавий і добре побудований... У мене залишилося відчуття, ніби я прочитав дві книги: одну про те, що анотація до обкладинки називає «порнографією насильства» і як люди реагують на нього та пристосовуються до нього, а інша про консенсусну реальність і те, як віртуальна реальність може розширити або змінити цю реальність. Обидві теми цікаві, і я все одно вважаю цей роман захоплюючим, найкращим серед романів 1998 року». 

## Нагороди та номінації
У 1998 році «Естрими» отримав нагороду BSFA за найкращий науково-фантастичний роман  і був номінований на премію Артура Ч. Кларка в 1999 році.  У рейтингу Locus Poll Award 2000 року він посів 23 місце в рейтингу найкращих науково-фантастичних романів.